# Bulbophyllum subulifolium
Bulbophyllum subulifolium là một loài phong lan thuộc chi Bulbophyllum.